# Alsónyírjes
Alsónyírjes (1899-ig Tót-Kajnya, szlovákul: Slovenská Kajňa) község Szlovákiában, az Eperjesi kerület Varannói járásában.

## Fekvése
Varannótól 17 km-re északra, az Ondava jobb partján, a Kisdomásai víztározónál fekszik.

## Története
A 18. század végén Vályi András így ír róla: „Tót Kajna. Tót falu Zemplén Várm. földes Ura Büdeskúti Uraság, lakosai katolikusok, fekszik Kis Domasához 1/2 fertálynyira, Varannóhoz pedig 1 1/2 órányira, hegyes határja 3 nyomásbéli, gabonát, zabot, és árpát terem, erdője van, szőleje nints, rét nélkűl szűkölködik, piatza Varannón.”
Fényes Elek 1851-ben kiadott geográfiai szótárában így ír a faluról: „Kajna (Tóth-), tót falu, Zemplén vmegyében, Dobra fil. 356 kath., 50 zsidó lak. 477 hold szántóföld. F. u. Bideskuthy. Ut. p. N.-Mihály.”
Borovszky Samu monográfiasorozatának Zemplén vármegyét tárgyaló része szerint: „Alsónyíres, előbb Tótkajnya. Ondavamenti tót kisközség, 67 házzal és 346 róm. kath. vallású lakossal. Postája Nagydobra, távírója Tavarna, vasúti állomása Varranó. Hajdan Ujkányó és Németkányó néven is szerepelt. A varannai, majd a sztropkói uradalomhoz tartozott. A XVII. században a varannai pálosok birtoka volt, azután a Bydeskuthy családé lett, újabban pedig a Farkas, majd a Forner családé. Most dr. Halmos Károlynak van itt nagyobb birtoka és újabban épült úrilaka. Van itt gőzmalom is. 1663-ban a pestis pusztított a községben, 1778-ban pedig a földrengés okozott sok kárt. A falubeli róm. kath. templom 1642-ben épült. Ide tartozik Domácska puszta.”
1920 előtt Zemplén vármegye Varannói járásához tartozott.

## Népessége
| Év:            | 1994. | 2004.   | 2014.   | 2024.    |
| -------------- | ----- | ------- | ------- | -------- |
| Emberek száma: | 826   | 815     | 781     | 701      |
| Eltérés:       |       | -1,33 % | -4,17 % | -10,24 % |

| Év:            | 2023. | 2024.   |
| -------------- | ----- | ------- |
| Emberek száma: | 717   | 701     |
| Eltérés:       |       | -2,23 % |

1910-ben 377, többségben szlovák lakosa volt, jelentős német kisebbséggel.
2001-ben 811 lakosából 798 szlovák volt.
2011-ben 789 lakosából 777 szlovák.